# Waounde

Waounde är en stad i nordöstra Senegal, och är belägen vid Senegalfloden, vid gränsen mot Mauretanien. Den tillhör regionen Matam och hade 7 815 invånare vid folkräkningen 2013.